# Rahime Perestu Sultan
Rahime Perestu Sultan (turco ottomano: پرستو قادین, lett. "misericordia" e "rondine"; Istanbul, 1830 – Istanbul, 1906), anche nota come Rahime Perestu Kadin, è stata una principessa ottomana, prima moglie legale del sultano Abdülmecid I e Valide Sultan del sultano Abdülhamid II.

## Origini
Rahime nacque a Istanbul nel 1830, da una nobile famiglia circassa di ascendenza Ubuh. Aveva una sorella maggiore, Mihrifidan Hanim, morta nel 1865, che sposò Fazıl Bey, figlio di Yusuf Pasha. 
All'età di un anno, col consenso dei genitori, venne adottata da Esma Sultan, principessa ottomana figlia del sultano Abdülhamid I, vedova e senza figli, che la rinominò Perestu, e da quel momento venne trattata in tutto e per tutto e da tutti come una principessa ottomana di sangue. Qualche tempo dopo Esma adottò anche un'altra bambina, Nazif Hanim.
Venne descritta come una donna incredibilmente bella, minuta, delicata e aggraziata. Era snella, con piedi e mani delicati, pelle bianchissima, capelli dorati e occhi azzurri. Era gentile, elegante e raffinata, nota per la sua dignità e il suo carattere calmo. Parlava sempre a bassa voce e aveva l'affetto e il rispetto di tutti.

## Consorte imperiale
Nella primavera del 1844 Abdülmecid I, nuovo sultano ottomano e nipote di Esma, vide Perestu a un banchetto e ammaliato la chiese immediatamente per il suo harem. Le cronache dicono che rimase talmente colpito da lei che la zia gli chiese se stava bene. Inizialmente Esma rifiutò, perché voleva per la figlia un futuro da moglie e non da consorte in concubinato, ma accettò quando Abdülmecid propose di sposarla legalmente, facendone la sua prima moglie legale. Una settimana dopo Perestu entrò a Palazzo Topkapi per la cerimonia nuziale.
Inizialmente le venne dato il rango di "BaşIkbal". Nel 1845 e 1852 venne promossa al rango onorario di "Sesta Kadın" e poi "Quinta Kadın", acquisendo il titolo di Rahime Perestu Kadın, e infine, nel 1861, venne elevata a "Quarta Kadın".
Perestu non ebbe figli suoi, ma adottò due dei figli di Abdülmecid e altre consorti che avevano perso la madre: Cemile Sultan nel 1845 e Abdülhamid II nel 1852.
Nel 1861 Abdülmecid morì e salì sul trono il suo fratellastro minore, Abdülaziz I. Perestu si ritirò nella sua villa a Maçka, Nişantaşı.

## Valide Sultan
Nel 1876 Abdülhamid II salì al trono dopo aver deposto il suo fratellastro maggiore, Murad V, per incapacità mentale, dopo soli tre mesi di regno.
Abdülhamid II onorò la sua madre adottiva conferendole il rango di Valide Sultan e il titolo di Rahime Perestu Sultan. Perestu fu la prima donna ad avere questo titolo senza essere madre biologica del sultano, e l'ultima donna della storia a portarlo, dal momento che sia Mehmed V che Mehmed VI, ultimi due sultani ottomani, erano orfani alla loro salita al trono.
Perestu tuttavia non amava molto il palazzo e chiese spesso di poter tornare nella sua villa, permesso che però le fu negato, perché Abdülhamid desiderava la madre al suo fianco. Una volta Perestu si recò alla sua villa segretamente, dopo la procesione in moschea del venerdì, ma Abdülhamid mandò immediatamente una carrozza a riportarla indietro.
Come Valide Sultan, dovette affrontare l'ostilità di Şevkefza Sultan e Servetseza Kadin, rispettivamente madre di Murad V e Prima Kadın di Abdülmecid I, che credevano che Abdülhamid II fosse solo un reggente e che il trono dovesse essere reso a Murad. Perestu, non amando i conflitti, non affrontò mai direttamente le due, lasciando il compito al figlio. Servetseza morì misteriosamente due anni dopo, secondo la versione più diffusa avvelenata dallo stesso Abdülhamid, esasperato dall'ennesima richiesta di abdicare.
In generale, Perestu non intervenne in politica, a differenza delle sue predecessore, per esplicita richiesta di suo figlio. Infatti Abdülhamid, pur stimando e amando la madre, riteneva che le eccessive interferenze delle precedenti Valide Sultan avessero danneggiato l'Impero.
Gestiva l'harem e le questioni interne relative, ma non amava i conflitti e odiava ferire qualcuno, così interferiva poco, limitandosi ad assicurarsi che tutti fossero trattati con giustizia ed equità, e preferiva dedicare il suo tempo alla preghiera, essendo molto devota, e all'assistenza dei poveri e dei bisognosi. Commissionò due fontane, a Bala Tekkesi, una nel 1891 e una nel 1895.
Nel 1879 intercedette presso il sultano per conto di una delle sue sorellastre, Mediha Sultan, e della sua madre adottiva, Verdicenan Kadın. La principessa desiderava sposare l'uomo di cui era innamorata piuttosto che accettare un matrimonio combinato, e cercò quindi l'aiuto della Valide Sultan. Con l'aiuto di Perestu, Abdülhamid accettò la richiesta e permise a Mediha di sposare l'uomo che voleva.
Nel 1885 i sovrani di Svezia visitarono Istanbul e Perestu ospitò la Regina Sofia, moglie di Oscar II, nell'harem.

## Morte
Rahime Perestu morì nel 1906 nella sua villa a Maçka. Dopo le preghiere funebri, tenute nella moschea Yıldız Hamidiye, venne sepolta nel mausoleo di Mihrişah Sultan, a Eyüp.

## Figli
Perestu non ebbe figli suoi, ma adottò una figlia e un figlio di Abdülmecid da altre consorti che avevano perso la madre naturale:
- Cemile Sultan (17 agosto 1843 - 26 febbraio 1915). La sua madre naturale era Düzdidil Hanim, morta nel 1845. Si sposò una volta ed ebbe tre figli e tre figlie.
- Abdülhamid II (21 settembre 1842 - 10 febbraio 1918). La sua madre naturale era Tirimüjgan Kadın, morta nel 1852. È stato il 34º Sultano dell'Impero ottomano.

## Onorificenze
- Ordine della Casa di Osman
- Ordine della Carità Şefkat Nişanı
- Ordine di Mejīdiyye

## Cultura popolare
- Perestu Kadın è un personaggio del romanzo storico del 2009 di Hıfzı Topuz, Abdülmecit: İmparatorluk Çökerken Sarayda 22 Yıl: Roman.
- Perestu Kadın è un personaggio del romanzo storico del 2005 di Tim Symonds Sherlock Holmes and The Sword of Osman.
- Nella serie TV del 2017 Payitaht: Abdülhamid, Perestu Kadın è interpretato dall'attrice turca Şefika Ümit Tolun.